# Benito Mussolini
Benito Amilcare Andrea Mussolini (Predappio, 29 juli 1883 – Giulino di Mezzegra, 28 april 1945) was een Italiaans politicus, journalist en onderwijzer. Hij was van 1922 tot 1943 minister-president van Italië. Na de mars op Rome in oktober 1922 kwam Mussolini aan de macht en maakte hij van Italië een fascistische staat.

## Jeugd en jonge jaren
Mussolini werd geboren in Predappio, een klein plaatsje in het noorden van Italië. Zijn vader Alessandro Mussolini werkte als smid en was een socialist. Zijn moeder Rosa was een katholieke onderwijzeres. Zijn antimonarchistische vader vernoemde hem naar Benito Juárez, een Mexicaans revolutionair, op wiens bevel keizer Maximiliaan gefusilleerd werd. In zijn jeugd werd Mussolini sterk beïnvloed door zijn socialistische vader.
Hij is getrouwd geweest met Rachele Mussolini, met wie hij vijf kinderen heeft gekregen: Edda Mussolini, Vittorio Mussolini, Bruno Mussolini, Romano Mussolini en Anna Maria Mussolini. 

### Socialist
Mussolini studeerde voor onderwijzer, maar stond slechts een korte tijd voor de klas. De politiek van het socialisme trok hem meer dan het onderwijs en hij sloot zich aan bij de Socialistische Partij van Italië (PSI). De PSI was over het algemeen een revisionistische partij, maar bezat wel een sterke marxistische vleugel. Mussolini sloot zich aan bij deze vleugel en keerde zich sterk tegen het revisionistisch socialisme. Om zijn dienstplicht te ontlopen vluchtte hij tijdelijk naar Zwitserland (1902-1904). Hier kwam hij in contact met vooraanstaande marxisten.
Ondanks zijn antimilitarisme vervulde hij na zijn terugkeer in Italië toch zijn dienstplicht (1906). In 1909 werd Mussolini secretaris van de vakbond van Trentino (Zuid-Tirol). Hij ontdekte zijn roeping als propagandist en schreef tal van socialistische brochures met een sterk antimilitaristisch en antiklerikaal karakter.
Hij sprak zich uit tegen de Italiaanse oorlog tegen het Ottomaanse Rijk, die als doel de verovering van Libië had. In 1912 werden de revisionisten uit de partij gestoten en werd Mussolini hoofdredacteur van Avanti! ('Voorwaarts'). In dit marxistische blad sprak hij zich uit voor de revolutie. Toen de Eerste Wereldoorlog begon sprak hij zich uit voor neutraliteit, omdat in zijn visie oorlogen slechts de belangen van de landeigenaren verdedigen met het bloed van de arbeider. Hij was dan ook, evenals velen met hem, verbouwereerd en enorm teleurgesteld toen Duitse en Oostenrijkse socialisten afweken van de socialistische lijn van neutraliteit en in de oorlog de zijde van hun regering kozen. Op dat moment verloor hij het geloof in het internationale socialisme. Hierdoor veranderde hij zijn visie op neutraliteit van een absolute naar een van voorwaardelijke neutraliteit. Als Italië het risico liep om te worden aangevallen dan moest zij zich durven verdedigen. Dit viel, zoals hij al had verwacht, niet in goede aarde bij andere leiders van de PSI die hem als een verrader beschouwden. Hierdoor moest hij Avanti! verlaten, waarna hij het blad Il Popolo d'Italia stichtte dat later in Italië het toonaangevende fascistische orgaan zou worden. In dit blad begon hij artikelen te schrijven waarin hij erop aandrong dat Italië aan de zijde van de democratische landen van de geallieerden (Entente) aan de oorlog zou deelnemen tegen de monarchistische landen van de centrale mogendheden. Zijn kritiek was vooral gericht tegen het keizerrijk Duitsland. Vanuit zijn socialistische achtergrond was hij van mening dat je rechten op mag eisen voor iets waar je hard voor hebt gewerkt. Door de oorlog kwam hij tot de conclusie dat een burger dat recht verliest indien hij niet voor het land wil vechten waar hij zijn identiteit en bestaan aan te danken heeft. Hij sloot zich aan bij diegenen die dat wel wilden en keerde zich tegen die socialisten die dat niet wilden. Een aantal fabrikanten zagen het nut van Mussolini's krant om Italië te bewegen de kant van de geallieerden te kiezen en besloten hem te financieren. Later toen de krant in financiële problemen kwam heeft Mussolini zelfs geld van de Franse regering geaccepteerd om de krant te kunnen laten voortbestaan.

### Soldaat
Toen Italië deelnam aan de Eerste Wereldoorlog werd Mussolini als vrijwilliger aan het front met Oostenrijk-Hongarije gestationeerd. Hij schopte het tot sergeant. Op 23 februari 1917 raakte hij gewond en werd hij opgenomen in het ziekenhuis. Hij kon daarna niet meer deelnemen aan de strijd. Nadat hij genezen was, greep hij weer naar de pen. In Il Popolo d'Italia schreef hij positief over de Februarirevolutie van 1917 en de Russische socialistenleider Aleksandr Kerenski (de bolsjewieken waren toen nog niet aan de macht). Steeds meer begon Mussolini te verlangen naar de revolutie. Hij keerde zich echter wel af van een marxistische revolutie en hij streefde naar een socialistische of nationalistische revolutie.

## Stichter van het Italiaanse fascisme

### Fasci di Combattimento
Na de Eerste Wereldoorlog streefden de communisten naar een revolutie, de reformistisch-socialisten naar een verdere uitbreiding van de democratie en de middenklasse naar een herstel van de orde en garanties voor het veiligstellen van hun bezittingen. De nationalisten wilden meer annexaties van Joegoslavisch en Oostenrijks grondgebied.
Veel Italianen, onder wie Mussolini, waren boos omdat hun land bij de vredesverdragen tekort was gedaan, aangezien de geallieerden de afspraken van het Pact van Londen niet waren nagekomen. Op basis van dat verdrag had Italië besloten aan de oorlog deel te nemen. En die oorlog had diepe wonden in de samenleving en de economie geslagen. Honderdduizenden keerden niet meer terug van het slagveld, de nationale schuld was torenhoog, en er heerste schaarste. Hierdoor braken er in 1919 en 1920 enorme stakingen en onlusten uit. Ten gevolge van deze "twee rode jaren" (Biennio Rosso), die in andere landen zoals Duitsland en Hongarije leidde tot communistische radenrepublieken, ontstond er een sterke tegenreactie, die vooral de op orde en discipline geënte fascistische beweging een enorme impuls gaf.
Op 23 maart 1919 stichtte Mussolini op de Piazza San Sepolcro in Milaan de Fasci di Combattimento. Deze groep bestond voor een groot deel uit veteranen. De beweging groeide snel. De leden, die zich fascisten noemden, droegen een zwart hemd, een zwarte muts en veelal wapens. Van een sterk leiderschap was geen sprake. Dat was juist gedecentraliseerd en iedere stad of streek had haar eigen fascistenbaas. Een dergelijke baas werd ras genoemd, naar de Ethiopische provinciegouverneurs. Het kostte Mussolini vaak moeite om alle ras op één lijn te krijgen. De fascisten knokten met hun vijanden, de socialisten, de communisten, de leden van de katholieke volkspartij, hun vakbonden en hun kranten, waarbij veel doden vielen. Op 15 april 1919 viel een groep fascisten het redactiebureau van de socialistische partijkrant Avanti! aan, waarbij vier socialisten gedood werden. De fascisten pleegden het meeste geweld op de Povlakte. De grootgrondbezitters op de Povlakte zochten steun bij de fascisten tegen de sterke onderhandelingspositie van landarbeiders. De landarbeiders hadden door socialistische arbeidsbureaus en stakingen hoge lonen afgedwongen. De fascistische zwarthemden vielen op 21 november 1920 het stadshuis van Bologna binnen omdat socialistische ambtenaren een rode vlag hadden opgehangen. Bij deze aanval vielen zes doden onder de ambtenaren. In het eerste halfjaar van 1921 werden – volgens fascistische partijdocumenten – de gebouwen van 17 drukkerijen, 59 socialistische partijbureaus, 119 arbeidsbureaus, 107 coöperaties, 83 boerenbonden, 151 socialistische clubs en 151 culturele verenigingen vernield door de fascisten. Door de fascistische aanvallen tussen 1 januari en 7 april 1921 werden 41 socialisten, 20 politieagenten en 16 andere personen vermoord. Een favoriete afstraffing van tegenstanders was het laten opdrinken van wonderolie. In Noord-Italië namen de zwarthemden hele dorpen en steden over.

### Partij
Mussolini streefde inmiddels naar een sterk leiderschap en rond 1921 werd de fascistische beweging omgezet in een politieke partij: de Partito Nazionale Fascista (PNF). Mussolini werd de absolute leider en het gezicht van de partij. Hij voerde de titel Duce (van het Latijnse Dux = legeraanvoerder). Tegelijkertijd met de oprichting van de PNF werd er een partijprogramma aangenomen. Het republicanisme en antiklerikalisme werden afgezworen vanwege praktische redenen (de bevolking van Italië was katholiek en het merendeel monarchistisch), maar bleven op de achtergrond, zeker ook bij Mussolini, een rol spelen.

## Minister-president
Bij de verkiezingen van mei 1921 deed de PNF mee met de lijst Nationaal Blok, waarin ze samenwerkten met liberalen en nationalisten. Deze lijst stond onder leiding van de liberaal Giovanni Giolitti. Bij deze verkiezingen kreeg het Nationaal Blok in totaal 105 parlementszetels die ingenomen werden door 52 liberalen, 33 fascisten en 20 nationalisten van de Italiaanse Nationalistische Associatie. Daarnaast kreeg de PNF bij kiesdistricten waar ze zelfstandig meededen nog eens twee zetels. Bij de verkiezingen van 1921 kwamen in totaal 35 fascisten in het parlement. De Italiaanse Nationalistische Associatie fuseerde in 1923 met de fascistische partij. Als parlementslid keerde Mussolini zich vooral tegen de democratie.

### Mars op Rome

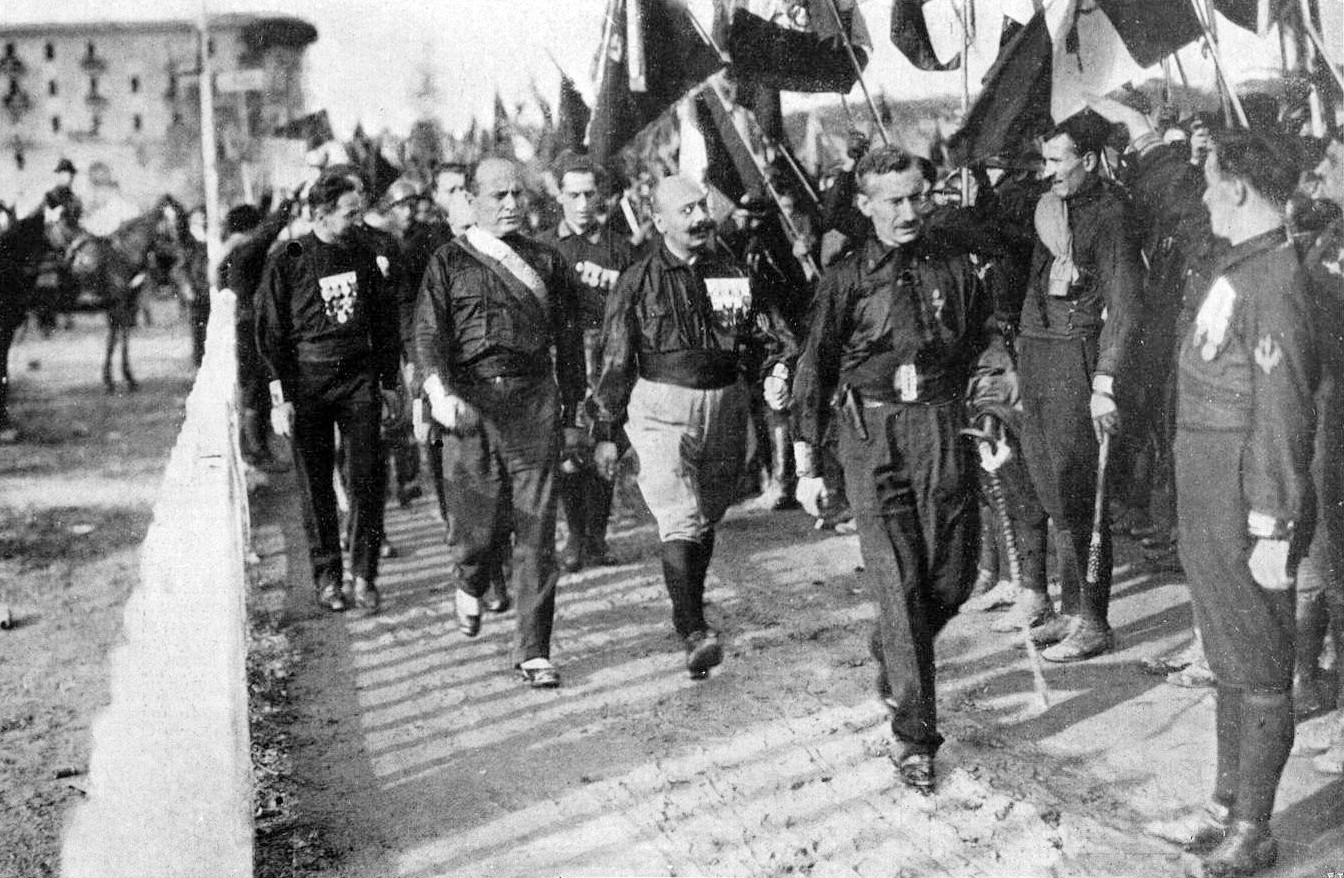
Voorafgaand aan de mars op Rome inspecteert Mussolini (links) zijn troepen te Napels

In oktober 1922 werd een mars op Rome begonnen. Uit vier verschillende richtingen vertrokken groepen fascisten met de bedoeling de hoofdstad over te nemen. Iedere groep werd geleid door een vooraanstaand leider van de beweging. De regering reageerde sterk verdeeld. De demissionaire premier Luigi Facta liet politie en treinpersoneel 20.000 deelnemers aan de mars tegenhouden in Civita Vecchia, Orte en Avezzano. Negenduizend uitgeputte zwarthemden bereikten ten slotte op 28 oktober in de regen de buitenwijken van Rome. Koning Victor Emanuel III weigerde Facta's wet voor de noodtoestand te ondertekenen. Hij vreesde een burgeroorlog als er soldaten zouden overlopen en bood Mussolini (die overigens niet meeliep maar in Milaan bleef en een vluchtweg naar Zwitserland had voorbereid voor het geval de mars mislukte) het premierschap aan. Mussolini accepteerde en kwam op 30 oktober 1922 meteen naar Rome. Op 31 oktober werd aan 10.000 zwarthemden, inmiddels van voedsel en droge kleren voorzien, een parade door Rome toegestaan, waarbij zeven doden en 17 gewonden vielen. Na aanzienlijke schade aan kantoren van kranten van de oppositie zette Mussolini ze diezelfde avond Rome uit. Hij werd premier van een coalitiekabinet van fascisten, katholieken, liberalen en socialisten. Mussolini keerde zich echter spoedig tegen zijn coalitiegenoten en gooide ze een voor een uit de coalitie: de socialisten werden als eersten weggewerkt en moesten ondergronds gaan opereren, de liberalen werden uit de regering gezet, maar mochten hun zetels in het parlement behouden, mits zij de fascistische politiek zouden steunen. De katholieke partij werd het werken onmogelijk gemaakt. Een deel van haar leiders week uit naar het buitenland. De rest van de partij opereerde sindsdien eveneens ondergronds.

### Moord op Matteotti
Sinds 1924 regeerde Mussolini met volmachten en liet zich verheerlijken als il Duce, die altijd gelijk heeft (ha sempre ragione). Door tegenstanders werd hij daarom smalend wel "il porco duce" genoemd, de varkensleider. De eerste ernstige crisis die het regime kreeg te verwerken was de moord op de reformistisch-socialistische leider Giacomo Matteotti, die op 30 mei 1924 geprotesteerd had tegen de onwettige maatregelen van Mussolini: hij wilde de verkiezingen ongeldig laten verklaren, na een verzoek van Mussolini diezelfde dag om in een keer een paar duizend wetten goed te keuren en de miljoen klachten over de verkiezingen niet te behandelen. Op 10 juni 1924 raakte Matteotti vermist en de publieke opinie verdacht de fascisten ervan hem te hebben vermoord. Mussolini ontkende stellig iets te maken te hebben met de verdwijning. Na de moord op 10 juni werd het lichaam van Matteotti pas op 16 augustus 1924 ontdekt even buiten Rome. Matteotti was in een auto ontvoerd en doodgeslagen, volgens vrijwel iedereen door fascisten en handlangers van de regering. De auto waarmee Matteotti ontvoerd was, werd door de politie teruggevonden. Het bleek dat een aantal fascisten achter de moord zat. Vanwege de betrokkenheid van zijn adviseurs Rossi, Aldo Finzi en Marinelli werd alom aangenomen dat de moord met medeweten van Mussolini was gepleegd. Mussolini had al op 11 juni 1924 elke betrokkenheid ontkend. Maar later moest Mussolini's fascistische onderminister van Binnenlandse Zaken, Finzi, de welgestelde joodse financier van de partij, aftreden. (Mussolini bekleedde zelf het ministerschap van Binnenlandse Zaken). Ten slotte stelde Mussolini zichzelf op 3 januari 1925 in een rede in het parlement verantwoordelijk voor de moord. Maar uiteindelijk overleefde hij de nationale storm van protest, dankzij de greep die hij op de pers had. Na enige tijd waren de meeste mensen de zaak-Matteotti al weer vergeten.

### Dictator
Vanaf 1925 liet Mussolini alle schijn van een democratisch bestuur varen en regeerde hij als dictator. Dit kwam ook tot uiting in zijn optreden: bravoure, show, veel gezwaai met handen, militaristische uitspraken enzovoorts. Op verschillende momenten stond Mussolini persoonlijk aan het hoofd van de ministeries van Binnenlandse Zaken, Buitenlandse Zaken, Koloniën, Defensie en Openbare Werken. Soms stond hij gelijktijdig aan het hoofd van zeven ministeries, in combinatie met de functie van eerste minister. Langzaam groeide het idee dat Mussolini Italië zou hebben gered van de bolsjewieken (communisten).
In de stad Rome is Mussolini verantwoordelijk geweest voor het afbreken van de oude middeleeuwse buurt bij het Colosseum. Hij heeft er een brede weg aan laten leggen, de Via dell'Impero, later omgedoopt tot Via dei Fori Imperiali. Dat hij de treinen zogenaamd op tijd liet rijden, is een van de vele staaltjes van zijn geslaagde propaganda: het wordt ook nu nog vaak geloofd. Elders in Europa werd het doen en laten van Mussolini destijds met enige welwillendheid bezien. Al was hij een praalhans en bediende hij zich van weinig zachtzinnige methoden, een massamoordenaar was hij niet en hij leek toch meer klaar te spelen dan veel zwakke naoorlogse democratische regeringen in Europa, waar een algehele malaise en cultuurpessimisme heersten. Zo merkte bijvoorbeeld het Nederlandse protestants-christelijke geïllustreerde jongerenweekblad Timotheus van 20 november 1926 op dat Mussolini een geweldig organisatorisch talent had, en dat hij het vadsig luie, onbetrouwbare Italiaanse ras wilde maken tot een volk van vlijtige en eerlijke werkers. Daarnaast sprak het de vrees uit dat zijn macht hem naar het hoofd zou stijgen en hij zich in onberaden buitenlandse avonturen zou storten.

### Beleid
Mussolini trachtte met projecten de economische malaise in het land te bestrijden. Volgens de propaganda was hij hierin succesvol. Onder zijn autoritaire bewind vonden geen gewelddadige stakingen of vechtpartijen plaats - behalve door fascistische bendes zelf - zodat de economie weer enigszins kon draaien. Vele projecten dienden vooral zijn prestige. Bijvoorbeeld de strijd om het graan: Italië moest wat de graanproductie betreft onafhankelijk worden van het buitenland, terwijl import goedkoper was. Er was meer kunstmest uit het buitenland nodig, kleine boeren dolven het onderspit, rendabeler landbouwproducten werden minder geteeld. Dat veel van zijn maatregelen niet werden uitgevoerd - het ging Mussolini vooral om de afkondiging met veel bombarie - voorkwam vaak grotere schade. Hij voerde eerst een privatiseringsbeleid, dat hij zoals zoveel maatregelen later gedeeltelijk terugdraaide. Eerst bestreed hij verstedelijking, later bevorderde hij die weer enzovoorts. De steun van de bevolking bleek niet groot.

### Aanslag
Op 7 april 1926 pleegde de Ierse activiste Violet Gibson een aanslag op Mussolini. De aanslag mislukte, en Gibson werd naar Groot-Brittannië gedeporteerd.

## Een Nieuw Romeins Rijk

### Verdrag van Lateranen
In 1929 sloot Mussolini met het Verdrag van Lateranen een concordaat met het Vaticaan. Zo slaagde Mussolini erin om het geschil met het Vaticaan op te lossen dat was ontstaan na de Italiaanse eenwording - wat geen enkele Italiaanse staatsman voor hem was gelukt. Mussolini erkende het Vaticaan als soeverein land en beloofde dat het katholieke onderwijs en de jeugdbeweging zouden blijven bestaan, mits de katholieken mee zouden werken aan zijn regime. De katholieke geestelijkheid ontving staatssubsidies en was vrijgesteld van belastingen. Paus Pius XI prees Mussolini en de officiële katholieke krant verklaarde: "Italië is teruggegeven aan God en God aan Italië."
De antiklerikale Mussolini, sinds 1927 gedoopt, hield zich niet aan het concordaat. Vanaf 1929 werden de katholieke jeugdbewegingen ontbonden en werd alleen de fascistische jeugdbeweging (Balilla) nog toegestaan. Het racisme, dat eind jaren dertig zijn intrede deed in het fascisme, maakte een einde aan de goede relaties met het Vaticaan. Paus Pius XI had zich met de encycliek Mit brennender Sorge tegen racistische theorieën gekeerd.

### Expansie
In 1933 kwam Adolf Hitler in Duitsland aan de macht. Aanvankelijk behandelde Mussolini Hitler als een minderwaardige leerling dictator, wat voor deze moeilijk te verteren was. Hitler beschouwde Mussolini echter wel als voorbeeld. Toen nazi's in Oostenrijk tevergeefs een coup pleegden tegen bondskanselier Engelbert Dollfuss - die daarbij overigens wel om het leven kwam -, mobiliseerde Italië tegen Duitsland. Hitler, toen nog niet bij machte om een oorlog te beginnen, trok zijn plannen met Oostenrijk tijdelijk in.
Aanvankelijk was Mussolini tevreden met wat hij had: een Italië dat naar buiten toe als een sterk land overkwam. Maar het was frustrerend voor hem dat Italië vergeleken met andere Europese landen zoals Frankrijk, Portugal, Nederland en het Verenigd Koninkrijk, maar weinig koloniën had, naar eigen zeggen 'slechts een verzameling woestijnen' (destijds was in Libië nog geen aardolie ontdekt).

Mussolini tijdens een toespraak

Mussolini droomde van een herstel van het Romeinse Rijk en hij beschouwde het Middellandse Zeegebied als Italiaanse invloedssfeer omdat de Romeinen de Middellandse Zee ooit Mare Nostrum, 'onze zee', hadden kunnen noemen. Hij liet zijn oog vallen op Ethiopië, naast Liberia het enige land in Afrika dat geen kolonie was. Het had de Italiaanse legers in 1896 verslagen toen deze een poging deden het land te onderwerpen. Deze nederlaag moest volgens Mussolini gewroken worden. In 1936 viel het Italiaanse leger het zwakke Ethiopië aan. Het Ethiopische leger kon welgeteld één sportvliegtuigje inzetten tegenover de overweldigende overmacht van het Italiaanse leger. De Italianen, die wapens gebruikten die verboden waren door de Geneefse Conventie - zoals gifgas -, behaalden spoedig de overwinning en Ethiopië werd een Italiaanse kolonie met koning Victor Emmanuel III als keizer. Door het beginnen van een oorlog en het gebruik van gifgas daalde het aanzien van Mussolini in de westerse wereld aanzienlijk. Via de Volkenbond werden enkele economische sancties tegen Italië afgekondigd, waardoor het land geen katoen meer kon invoeren. Dit stimuleerde in Italië het onderzoek naar synthetische vezels. Hij zocht meer samenwerking met nazi-Duitsland, geleid door zijn 'minderwaardige' pupil Adolf Hitler (Noord-Europeanen waren in zijn ogen nog steeds barbaren).
Vanaf eind 1936 mengde Mussolini zich in de Spaanse Burgeroorlog en begon de falangisten en de nationalisten van Francisco Franco (militair) te steunen. In september 1937 bezocht Mussolini Hitler in Duitsland. Hij was zeer onder de indruk van diens vorderingen. Mussolini begon steeds sterker naar Hitler te neigen, terwijl de relaties met het Verenigd Koninkrijk en Frankrijk steeds slechter werden.

### Jodenvervolging
Aanvankelijk deed Mussolini antisemitisme af als 'onwetenschappelijk' en 'belachelijk'. Een van zijn maîtresses, Margherita Sarfatti, auteur van het propagandaboek Dux over Mussolini, was joods, evenals partijleden en adviseurs.
Mussolini raakte echter in het vaarwater van Hitler en voerde in oktober en november 1938 naar Duits voorbeeld antisemitische wetten in, samen met de 'campagne tegen de burgerlijkheid'. 'Gemengde' huwelijken tussen joden en niet-joden werden ondanks hevige kritiek van de Italiaanse kerk op raciale gronden verboden, zoals eerder na de verovering van Ethiopië huwelijken tussen Ethiopiërs en Italianen. Joodse kinderen mochten niet meer naar gewone scholen samen met kinderen van het zogenaamd superieure Italiaanse ras. Joden werden verwijderd uit de partij, het ambtenarenkorps, het leger enzovoorts en mochten geen grote bedrijven of veel land meer bezitten. De Jodenvervolging strekte zich in Italië nog niet uit tot systematische moord. Mussolini zou tijdens de Tweede Wereldoorlog zelfs pogingen hebben gedaan om deportatie van joden te voorkomen uit gebieden die door Italië bezet waren. Ook Italiaanse overheidsfunctionarissen in Italië zelf en de bezette gebieden werkten halfhartig of niet mee aan de vervolgingen. Hierdoor werden de door Italië bezette gebieden in Joegoslavië een vluchtoord voor joden uit Servië en Kroatië. Ook na de bezetting van Zuid-Frankrijk in 1942 vluchtten veel joden naar de Italiaanse bezettingszone. 
In 1943 kwam Mussolini ten val en werd hij door de Duitsers aan het hoofd gesteld van de Italiaanse Sociale Republiek, een marionettenregering. De Duitsers namen de macht over en begonnen joden uit Italië vanaf dan daadwerkelijk naar concentratiekampen af te voeren, hetgeen door verzet en onderduik niet altijd effectief bleek. Uiteindelijk zijn naar schatting 7000 tot 9000 Italiaanse joden omgekomen.

### Deelname aan de Tweede Wereldoorlog

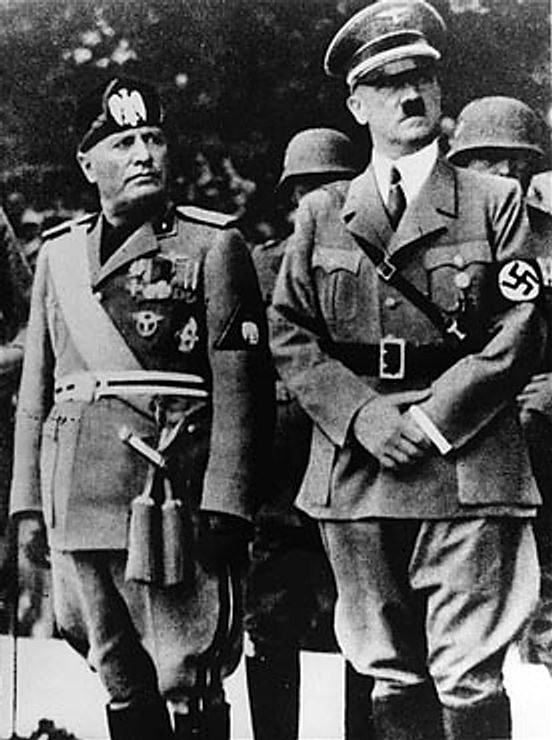
Mussolini (links) met Hitler tijdens een bezoek aan bezet Joegoslavië, tussen 1941 en 1943

In 1939 viel Italië Albanië binnen, dat niet eens een leger had maar slechts een gendarmerie. Albanië werd na drie dagen verslagen en koning Zog I van Albanië en diens vrouw, koningin Geraldine Apponyi, weken uit naar Engeland, waarna Albanië door Italië werd geannexeerd. Italië sloot zich aan bij Duitsland en de As Berlijn-Rome was geboren. Mussolini ging ervan uit dat het nog wel een paar jaar zou duren voor een grote oorlog zou uitbreken. Volgens de planning zou het Italiaanse leger pas in 1943 gereed zijn voor de strijd. Duitsland viel echter al in 1939 Polen binnen, waarna het Verenigd Koninkrijk en Frankrijk Duitsland de oorlog verklaarden. Mussolini twijfelde lang of hij zich ook in de oorlog moest mengen. Hij wilde niet als lafaard en breker van de Ascoalitie gezien worden maar aan de andere kant was hij beducht voor het risico dat de geallieerden de oorlog toch zouden winnen. Bovendien zag hij Hitler als concurrent en zou het hem goed uitkomen, als die eens wat werd afgeremd. Hij verklaarde zich tot non-belligerent (niet-strijdende partij) en keek voorlopig de kat nog uit de boom. Wel stelde hij op 2 september 1939 een conferentie voor maar dit voorstel werd niet geaccepteerd.
De Duitse overwinningen in 1940 veranderden de zaak voor Mussolini. Duitsland had binnen enkele maanden West-Europa veroverd in een aantal snelle militaire campagnes, en beheerste nu de Atlantische kust van Biarritz tot de Noordkaap. De aanvoerroute voor ijzererts was in Duitse handen en Frankrijk was militair verslagen. Nu hoopte Mussolini snel aan een oorlog deel te nemen die al gewonnen leek en eiste Corsica, Tunesië en Savoye van Frankrijk. Uiteindelijk verklaarde hij pas op 10 juni 1940 de oorlog en viel hij Frankrijk aan in de Provence en de Zee-Alpen, om daar wat territoriale winst te kunnen boeken. Het reeds door de Duitsers half verslagen Franse leger wist zich daar echter te handhaven tegen de zwakke en ongemotiveerde Italiaanse troepen en pas na de door Duitsland opgelegde wapenstilstand kon Italië een paar kleine stukjes land annexeren ten koste van het door het Vichyregime bestuurde deel van Frankrijk. De overige eisen wilde Hitler niet inwilligen omdat hij de medewerking van Vichy-Frankrijk nodig had. Hoewel de Fascistische Partij en de media naar buiten toe de oorlog toejuichten, waren de gevoelens gemengd in alle lagen van de bevolking. Velen, met name binnen het leger, beseften dat Italië niet klaar was voor een grote oorlog en dat Mussolini tegenstanders had uitgezocht die van een ander kaliber waren dan Ethiopië en Albanië. Buiten Italië werd met afkeer gereageerd op het plotseling aanvallen van een reeds verslagen tegenstander. Roosevelt vergeleek de oorlogsverklaring tegen Frankrijk met een dolksteek in de rug.
Later dat jaar viel Italië Griekenland aan. Mussolini wilde hiermee Hitler enigszins de wind uit de zeilen nemen en voorkomen dat de Tweede Wereldoorlog een puur Duitse oorlog zou worden. Bovendien was hij gefrustreerd over het feit dat de Duitsers hem telkens voor voldongen feiten stelden, zoals de bezetting van de Roemeense olievelden. De Grieken wisten de Italiaanse aanvallen echter af te slaan en konden zelfs stukken Albanees grondgebied op de Italianen veroveren. Griekenland, voordien pro-As, werd nu in het kamp van de geallieerden gedwongen en de mogelijkheid dreigde dat de Britten in Griekenland zouden landen en de door de As beheerste Balkan zouden bedreigen. Pas toen de Duitsers in 1941 in enkele weken de hele Balkan onder de voet hadden gelopen, capituleerden de Grieken. Mussolini kon delen van Dalmatië, Kosovo en Epirus aan zijn grondgebied toevoegen maar het was wederom duidelijk dat dit slechts mogelijk was geweest met Duitse steun. Op de Balkan vluchtten veel joden naar de door de Italianen bezette gebieden omdat de Italiaanse bevelhebbers niet wilden meewerken aan de Jodenvervolging.
Eind 1940 begonnen de Italianen ook de oorlog in Noord-Afrika tegen Egypte en Brits-Somaliland, hoewel de militaire leiders protesteerden en Mussolini met ontslag moest dreigen voor ze gehoorzaamden. De Italiaanse opmars in Afrika begon met een bescheiden succesje door de verovering van het zwak verdedigde Brits-Somaliland. De aanval op Egypte werd door de Britten tot staan gebracht. Pas toen de Duitsers het Afrikakorps onder Erwin Rommel stuurden, wisten de Italianen weer terreinwinst te boeken. In de loop van 1941 ging Italiaans-Oost-Afrika echter in zijn geheel verloren. Naarmate de oorlog vorderde, verliep deze steeds dramatischer voor Italië.
Door al deze zwakke prestaties van het Italiaanse leger toonde dit zich niet echt als het evenbeeld van de eertijds zegevierende Romeinse legioenen en Mussolini leed ernstig gezichtsverlies bij zijn fascistische 'collega-dictators'. In de zomer van 1941 vielen de Duitsers de Sovjet-Unie binnen - zeer tegen de zin van Mussolini, die liever wilde dat Hitler meer aandacht aan het Middellandse Zeegebied zou schenken. Mussolini stuurde wel enkele divisies naar Rusland. Hoewel de Italiaanse divisies redelijk presteerden in Rusland, moest Mussolini vaststellen dat langzamerhand Antonescu een belangrijker bondgenoot voor Hitler aan het worden was.
In 1942 namen de Italiaanse troepen ten slotte nog in samenwerking met de Duitsers deel aan Operatie Anton, de bezetting van het resterende deel van Frankrijk in reactie op de geallieerde bezetting van Frans Noord-Afrika (Operatie Toorts). Corsica en een deel van Zuid-Frankrijk werden bezet, maar het was duidelijk dat de tijd voor Italië begon op te raken.

## Afgezet

### Militaire tegenslagen
Inmiddels hadden de Britten de Italianen uit Ethiopië verdreven, waarna Haile Selassie weer op de troon was gezet. Ook Italiaans- en Brits-Somaliland werden bezet. Ook in Noord-Afrika werden de As-troepen langzaam maar zeker teruggedreven door de geallieerden, waarbij het Duitse Afrika-korps verreweg de meeste weerstand bood. Op 13 mei 1943 capituleerden de Duitse en Italiaanse troepen in Afrika, waardoor de weg naar Italië voor de geallieerden open lag. Op 10 juli landden Britse en Amerikaanse troepen op Sicilië.
Mussolini was door alle tegenslagen steeds apathischer geworden, terwijl ook zijn gezondheid steeds verder achteruitging. Iedere bijeenkomst met Hitler werd een frustratie daar deze hem de les las over de militaire teleurstellingen. Mussolini gaf de Italianen de schuld van de mislukkingen. Hij wilde zelfs de Apennijnen herbebossen 'zodat het klimaat kouder wordt met meer sneeuw (...) zodat dit middelmatige volk gehard wordt'.

### Arrestatie
Bij veel Italiaanse fascisten rezen twijfels over de capaciteiten van Mussolini. Koning Victor Emmanuel III had er reeds in 1940 aan gedacht om Mussolini te vervangen. Steeds meer stemmen gingen op om Mussolini af te zetten. Het waren de graven Galeazzo Ciano en Dino Grandi (resp. schoonzoon van de Duce en de minister van Financiën), die de leiding namen over een groep fascisten die Mussolini wilden afzetten. Grandi verzocht Mussolini om de Fascistische Grote Raad bijeen te roepen, de hoogste regeringsinstantie. Op 24 juli 1943 riep Mussolini nietsvermoedend de Raad - die al sinds 1940 niet meer bijeen was gekomen - bijeen. Grandi diende een motie in waarin hij het aftreden van Mussolini eiste. De meerderheid van de leden stemde vóór de motie. Mussolini, die de Raad slechts als een adviesorgaan zag, vond de stemming niet bindend en ging naar huis. Een dag later bezocht hij Victor Emmanuel III, die hem meedeelde dat hij maarschalk Pietro Badoglio zou benoemen tot minister-president. Mussolini werd bij het verlaten van het paleis in opdracht van de koning gearresteerd en zogenaamd 'om veiligheidsredenen' naar het eilandje Ponza overgevlogen. Later werd hij naar de Gran Sasso in de Abruzzen gebracht. Hij scheen te berusten in zijn lot. Toen de Italianen echter capituleerden en de regering van Italië beloofde om Mussolini uit te leveren om te worden berecht, werd hij zenuwachtig.

## Bevrijding en dood
Op 12 september 1943 werd Mussolini plotseling bevrijd door middel van een Duitse luchtlandingsoperatie onder leiding van SS-majoor Otto Skorzeny. Hij werd naar Duitsland overgevlogen en werd daar herenigd met zijn familie en enkele fascisten.

### Republiek van Salò

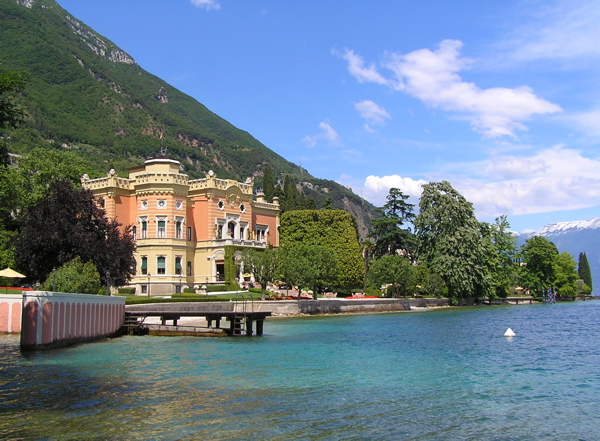
Villa Feltrinelli, de residentie van Mussolini te Gargnano gedurende 1943-1945

Hitler drong er bij Mussolini op aan om opnieuw regeringsleider te worden van Italië. Hij was verbijsterd de Duce, die hij zo bewonderd had, in zo'n slechte en apathische conditie te zien. Mussolini had hoegenaamd geen belangstelling meer voor het vormen van een nieuwe regering en wilde zich uit de politiek terugtrekken. Binnen de nazitop gingen stemmen op om de sterk pro-Duitse Roberto Farinacci tot staatshoofd of regeringsleider te maken, maar daar wilde Hitler niets van weten: het moest Mussolini zijn. Uiteindelijk zwichtte Mussolini voor Duitse dreigementen om Milaan, Turijn en Genua te vernietigen.
Met enkele fanatieke volgelingen vestigde hij zich aan het Gardameer (in Salò) in Noord-Italië, waar Mussolini de Italiaanse Sociale Republiek uitriep en president en premier werd. Deze republiek was een door de Duitsers beheerste politiestaat, die antisemitischer was dan zijn voorganger. Mussolini liet de personen die tegen hem hadden gestemd in de Fascistische Grote Raad in Verona berechten. Deze showprocessen eindigden met het uitspreken van de doodstraf voor deze personen. Zij werden op stoelen vastgebonden en door een vuurpeloton middels rugschoten gefusilleerd. Onder hen die het leven verloren, bevonden zich Emilio De Bono, Giovanni Marinelli en Mussolini's schoonzoon Galeazzo Ciano.
De Italiaanse Sociale Republiek moest gebieden afstaan aan Duitsland en Kroatië, waar Mussolini sterk op tegen was. Naar eigen zeggen zou hij dit direct tegen Hitler hebben gezegd, die hier echter geen boodschap aan had. Het toonde aan wie echt de baas was in Italië. Dit betekende voor joodse vluchtelingen die wegens de Italiaanse weigering joden te vervolgen hun toevlucht hier hadden gezocht, dat ze opnieuw moesten vluchten. Achterblijvers werden vrijwel onmiddellijk opgepakt door de Duitse en Kroatische autoriteiten en (alsnog) naar de vernietigingskampen in Polen gestuurd. Ook in de republiek zelf werd harder tegen joden opgetreden. Onder Duitse supervisie begon men nu werk te maken van de Jodenvervolgingen, hoewel ook nu nog de uitvoering hiervan bemoeilijkt werd.
Het grondgebied dat de republiek beheerste werd bovendien als gevolg van de geallieerde opmars steeds kleiner.  Italiaanse soldaten vochten voor of tegen deze republiek. Zo ontstond een burgeroorlog. De fascisten steunden de Duitsers, en de regering-Badoglio de geallieerden. Bovendien nam ook binnen de Italiaanse Sociale Republiek de partizanenactiviteit toe.
Mussolini bezat geen macht; de werkelijke macht lag in handen van de bezetter. Mussolini besefte dit zelf maar al te goed, maar wist evenzeer dat hij van Hitler afhankelijk was. Hij leed aan depressies, maar kwam soms toch met grootse plannen: de industrie moest worden genationaliseerd, evenals de landbouw. Er moest een coalitieregering komen van fascisten en socialisten. Mussolini woonde in deze periode in Gargnano aan het Gardameer. Echt regeren deed hij niet meer. Hij hield zich voornamelijk bezig met het schrijven van zijn memoires.

### Dood

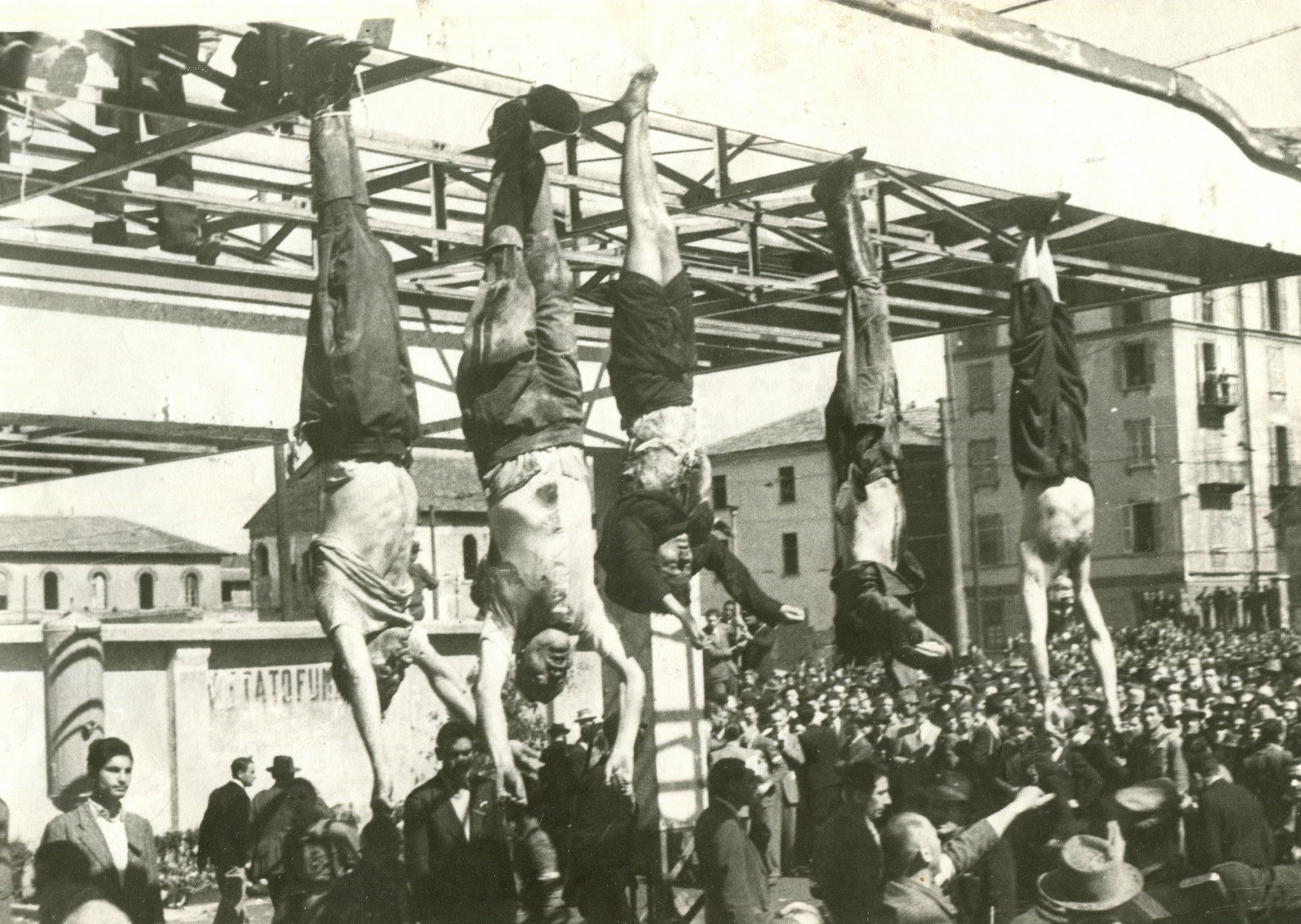
Van links naar rechts zie je de levenloze lichamen van de voormalige communistische politicus Nicola Bombacci, de Duce Benito Mussolini, zijn trouwe minnares Clara Petacci, de minister Alessandro Pavolini en de beruchte fascistische politicus Achille Starace, tentoongesteld in de Plaza Loreto in de stad Milaan in 1945.

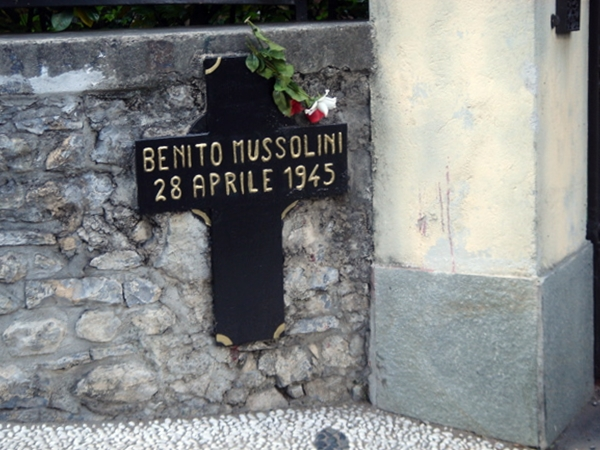
Een kruis te Mezzegra geeft de plaats van Mussolini's executie op 28 april 1945 aan

In 1945 stootten de geallieerden door tot in de Povlakte, terwijl de partizanen van Tito enkele oostelijke gebieden bezetten en 
Italiaanse partizanen overal de macht overnamen. In april 1945 voerde de SS achter de rug van Mussolini besprekingen met de geallieerden. Toen Mussolini hierachter kwam was het te laat: de Duitsers hadden in Italië gecapituleerd. Mussolini vatte vervolgens het plan op om met 3000 'trouwe fascisten' in de Alpen een guerrillaoorlog te voeren, maar slechts twaalf kwamen opdagen.
Mussolini vluchtte naar Milaan, en trachtte daar te onderhandelen met het Italiaanse verzet, wat mislukte. Vermomd als Duits militair vluchtte hij naar de Italiaans-Zwitserse grens waar hij zich aansloot bij een SS-colonne die op weg was naar Oostenrijk. Op 27 april 1945 werd deze colonne in Musso, bij Dongo aan het Comomeer, aangehouden en door Italiaanse partizanen op zwarthemden gecontroleerd. Mussolini, die vergezeld werd door Clara Petacci, sinds 1936 zijn maîtresse, droeg een Duits uniform en had een helm over zijn hoofd getrokken. Hij deed alsof hij dronken was. Mussolini werd echter door Urbano Lazzaro herkend en gearresteerd.
Op 28 april 1945 werden Mussolini en zijn vriendin geëxecuteerd op bevel van de leider van de partizanen in Milaan (het Comitato di liberazione nazionale dell'Alta Italia), Sandro Pertini.
 Mussolini's volgelingen en reisgenoten Bombacci, Pavolini, Starace en Buffarini werden eveneens doodgeschoten.
Vele andere verhalen kwamen van veronderstelde ooggetuigen. Zo'n andere lezing luidt als volgt: naar het schijnt wilden de partizanen hem eerst berechten, maar werd het koppel ontvoerd door de partizanenleider kolonel Valerio (werkelijke naam: Walter Audisio) die hier niet op wilde wachten. Audisio vertelde hen dat hij hen wilde bevrijden, maar bracht de twee naar een stille plek in Giulino di Mezzegra aan het Comomeer om ze te executeren. Clara Petacci sprong voor Mussolini waarop ze als eerste werd neergeschoten. Alvorens Mussolini zelf aan de beurt was zou hij de laatste woorden "Schiet mij in de borst" hebben uitgesproken, hoewel hij volgens anderen om zijn leven smeekte. Audisio zelf zou altijd blijven volhouden dat hij Mussolini en Petacci had vermoord, en dat hij handelde op bevel van het Nationaal Bevrijdingscomité, dat een doodvonnis tegen Mussolini zou hebben uitgesproken. Lazzaro heeft dit ontkend en verklaard dat Mussolini zonder enige vorm van proces was geëxecuteerd. Nadien keerde Audisio terug om ondanks protesten van Lazzaro en andere partizanen de overgebleven vooraanstaande fascisten te fusilleren. Hieronder was ook Clara's broer Marcello Petacci, die probeerde te ontsnappen door in het Comomeer te springen en bij deze poging gedood werd. Van de zitting van het Nationaal Bevrijdingscomité die volgens Audisio op 28 april 1945 te Dongo zou hebben plaatsgevonden en waarin Mussolini en anderen ter dood zouden zijn veroordeeld, zijn geen bewijsstukken of notulen bekend.
De lichamen werden naar Milaan overgebracht waar ze tentoongesteld werden. Op de Piazzale Loreto werden de lijken van Mussolini en Petacci, samen met die van drie lotgenoten, aan de voeten opgehangen aan een portaalbalk van een benzinestation, waar ze werden bespot en aangevallen door de menigte. Een dag later werd Mussolini in Milaan begraven in een anoniem graf op de begraafplaats Musocco. In april 1946 werd zijn lichaam gestolen door de werkloze fascist Domenico Leccisi, die alsnog een officiële begrafenis wilde afdwingen. Toen dat niets opleverde werd het een maand later bij een klooster in Milaan ingeleverd. Daar werd het in beslag genomen door de politie, die zorgde voor een waardige maar stilgehouden begrafenis onder een altaar in een ander klooster bij Legnano. In 1957 werd Mussolini door de familie herbegraven in de buurt van zijn geboortedorp Predappio.

## Reputatie
Vele Italianen verdedigen Mussolini: tussen 1922 en 1940 zou hij veel goede dingen hebben gedaan, het spreekwoordelijke maar feitelijk onjuiste 'de treinen op tijd laten rijden'. Hij schonk hun grootouders bijvoorbeeld een woning, fuseerde de spoorwegmaatschappijen of was een groot staatsman die Italië op de kaart zette. In kiosken en ramsjboekhandels in Rome kon men ten minste tot 2000 recente propagandaboeken en -blaadjes over Mussolini aantreffen. Binnen de Alleanza Nazionale, een grote rechtse politieke partij die is voortgekomen uit de fascistische MSI, en fascistische splintergroeperingen vindt men nu de bewonderaars van Mussolini. Kleindochter Alessandra Mussolini zat in het parlement voor de rechtse partijen en is trots op haar grootvader.
Hierbij kan men de kanttekening plaatsen dat Mussolini's regime in zekere zin werd overschaduwd door de oorlogsmisdaden van nazi-Duitsland. Vergeleken met Hitler leek Mussolini een relatief 'zachtaardige' dictator. Ook wordt vaak beweerd dat Italië pas in het ongeluk gestort werd op het moment dat Mussolini zich met Duitsland had verbonden en aan de geallieerden de oorlog verklaarde. Mussolini zou in deze lezingen als een gerespecteerd staatsman de geschiedenis ingegaan zijn, wanneer hij zich in het buitenlands beleid even tactisch had opgesteld als in het binnenlands beleid. Hier wordt echter vaak tegen ingebracht dat ook Mussolini's regime en beweging een terreur vormden waarbij vanaf het begin niet geschroomd werd buitensporig geweld te gebruiken tegen andersdenkenden waardoor veel doden vielen, en al voor de Tweede Wereldoorlog buitenlandse agressie werd getoond jegens Ethiopië, daarbij het gebruik van chemische wapens en massamoord niet schuwend.

## Grootheidswaan
Volgens de psychologe Kay Redfield Jamison, expert op het gebied van de bipolaire stoornis, was Mussolini chronisch hypomaan. Van jongs af aan had hij grootheidswaan en die hield hij zijn hele leven. Zijn stemming was veelal euforisch, maar hij was ook vaak prikkelbaar, onverdraagzaam en achterdochtig. Zijn rusteloosheid was legendarisch. Een diagnose van een dergelijke stoornis kan echter niet of nauwelijks worden gesteld als iemand niet meer in leven is.

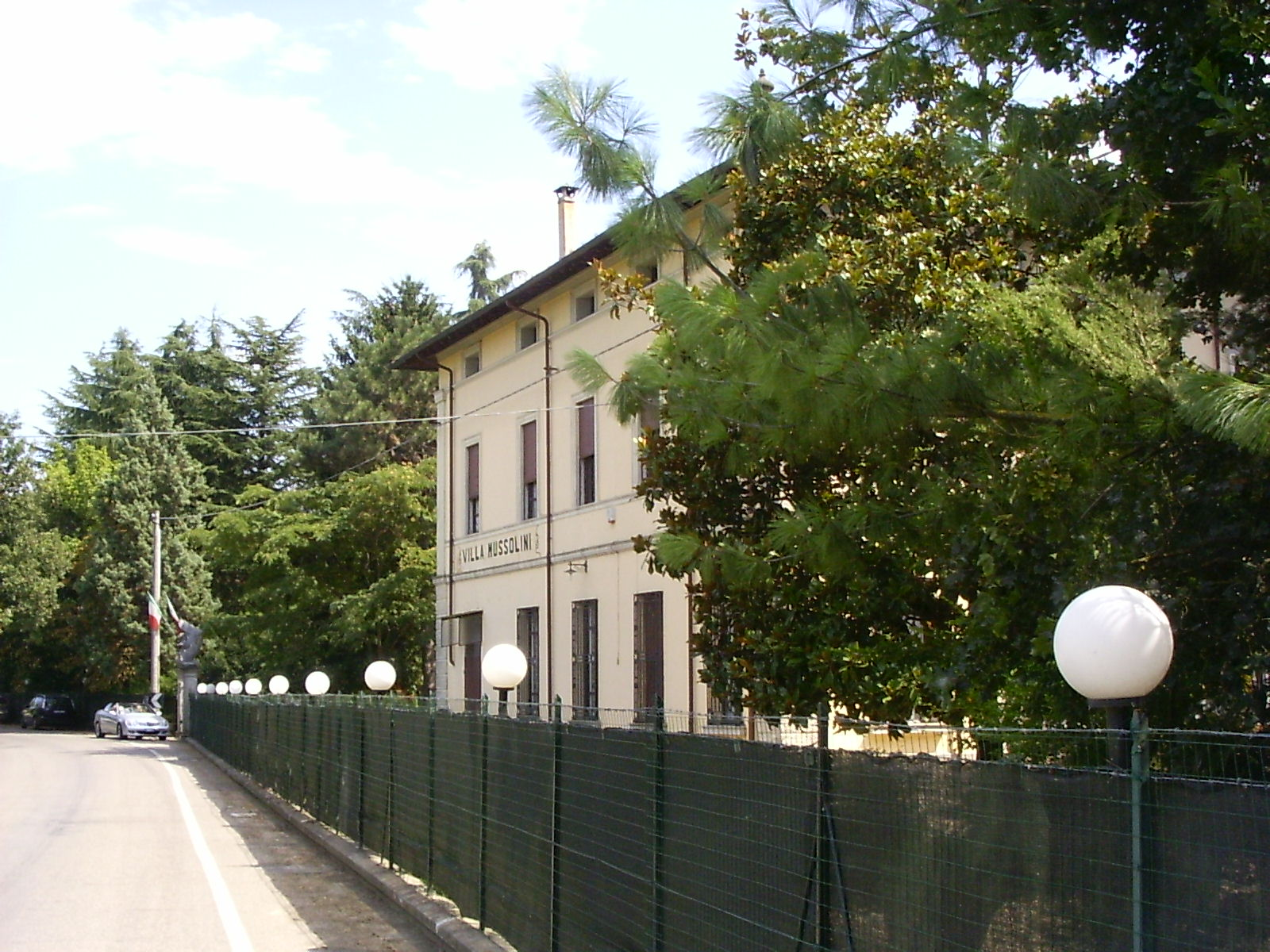
Villa Carpena bij Forlì

## Woningen
Mussolini had een villa op het destijds Italiaanse eiland Rhodos. De villa staat er nog, maar is in vervallen toestand. Er zijn plannen om de villa op te knappen. In Rome gebruikte Mussolini Villa Torlonia als residentie.

Een andere Villa Mussolini in Riccione is nu een museum. Villa di Mussolini (Villa Carpena Museo Mussolini) te Forlì, waar Mussolini soms met zijn gezin verbleef, is ook te bezichtigen. Later resideerde hij, tijdens de Republiek van Salò, in Villa Feltrinelli te Gargnano.

## Film
- In 2009 bracht de Italiaanse regisseur Marco Bellocchio de film Vincere (overwinnen) uit. De film dramatiseert de strijd om erkenning van Ida Dalser, een van Mussolini's minnaressen die een zoon Benito Albino van Mussolini kreeg. Dalser wordt gespeeld door Giovanna Mezzogiorno. In de film zijn vele archiefbeelden van Mussolini verwerkt.